# Nordheimer Madonna

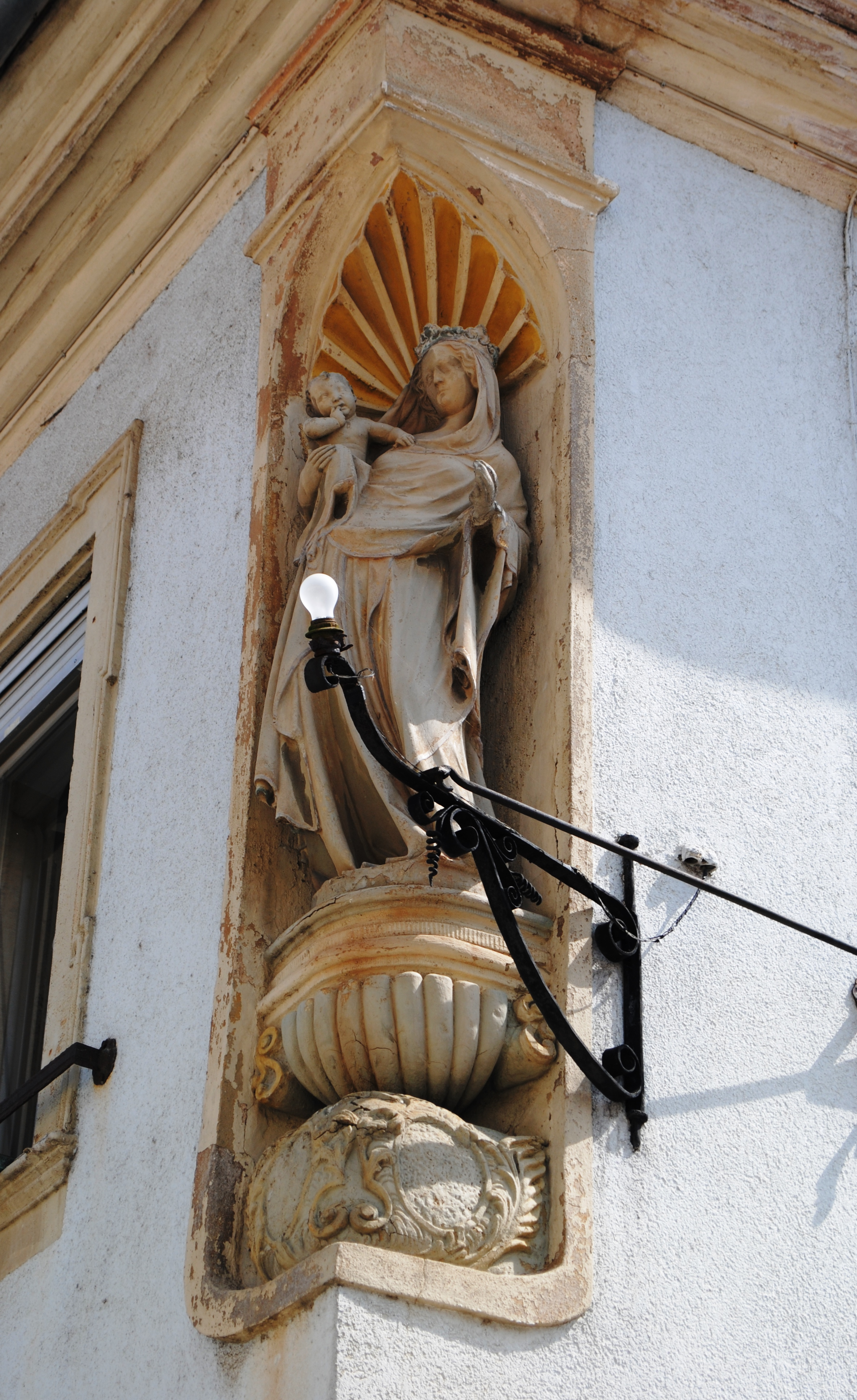
Die Nordheimer Madonna

Die Nordheimer Madonna ist eine spätgotische Steinplastik. Sie wurde nach ihrem Standort in Nordheim am Main im unterfränkischen Landkreis Kitzingen benannt. Die heute in der Nordheimer Hauptstraße als Hausfigur angebrachte Madonna kann als eine der Vorläuferinnen des sogenannten Weichen Stils betrachtet werden.

## Geschichte
Die Geschichte der Nordheimer Madonna kann nur annäherungsweise nachvollzogen werden. Gesichert ist die Verbindung zum Königshof von König Karl IV., der später zum römisch-deutschen Kaiser aufstieg. Karl förderte die Wahl des Würzburger Bischofs Albrecht II. von Hohenlohe, der unterstützte den Monarchen wiederum mit der Etablierung einer Landbrücke zwischen dem ursprünglichen Herrschaftsgebiet des Königs im heutigen Luxemburg und der neuen Residenzstadt Prag.
Karl IV. begann in der böhmischen Metropole Künstler aus Frankreich anzusiedeln, die auch einen in Frankreich bereits weitverbreiteten Madonnen-Typus importierten. Vielleicht entsandte Karl IV. einen französischen Künstler nach Würzburg, der hier repräsentative Skulpturen schaffen und damit den Fürstbischof für seine Dienste entlohnen sollte. Zusammen mit der Nordheimer Madonna entstand wohl um 1340 die sogenannte Ursulinenmadonna in der Kirche dieses Ordens in Würzburg.
Die künstlerisch hochstehende Madonna war vielleicht zunächst im Würzburger Dom aufgestellt und erfüllte hier auch kultische Zwecke. Ihre Bedeutung unterstreichen auch einige Kopien, die in verschiedenen Orten des Hochstifts entstanden. In Güntersleben, in der Abtei Oberzell und an einem Haus am Käppele, heute im Museum für Franken, versuchte man den Künstler nachzuahmen, der wohl eng mit der Prager Madonna im Veitsdom und der Etablierung des sogenannten Weichen Stils in Verbindung stand.
Im Zuge der Barockisierung der Würzburger Kirchen, die im 17. Jahrhundert begann, wurden die als weniger modern angesehenen spätgotischen Madonnen, in verschiedene Orte des Hochstifts verkauft. Ähnlich wie die Lauber Madonna, deren Geschichte lückenloser nachvollzogen werden kann, kam die Madonna aus dem Dom nach Nordheim am Main. Vielleicht bemühte sich hier die wappenführende Häckerfamilie Knoblach um die Erwerbung. Unwahrscheinlicher ist der Ankauf des Kunstwerks durch den Nordheimer Dorfherren, das Kloster Schwarzach.
Die Madonna fand wohl bereits zur Zeit der Erwerbung als Hausmadonna Aufstellung, da sie in den Inventaren der Nordheimer Laurentiuskirche nicht auftaucht. Die spätgotische Madonna erhielt hierzu eine barocke Architekturrahmung. Das Haus Hauptstraße 28, ursprünglich Haus Nr. 46, blieb noch bis in die erste Hälfte des 19. Jahrhunderts in den Händen der Familie Knoblach. Im Laufe der Zeit erfuhr die Madonna einige Veränderungen und ist heute von der Zerstörung durch Umwelteinflüsse bedroht.

## Beschreibung
Die Madonna befindet sich an einer Ecke des Hauses Hauptstraße 28 im Altort von Nordheim am Main. Sie wurde aus Sandstein geschaffen und fand Aufstellung in einer barocken Architekturrahmung. Die Madonna ist etwa 1,60 m hoch und wurde in Vollsicht gearbeitet. Ursprünglich war die Figur polychrom gefasst, heute präsentiert sie sich in einer modernen, monochromen Farbfassung. Die Madonna entspricht dem Bildtypus der „Maria mit dem Kind“, in der linken Hand hielt sie ursprünglich ein Zepter, der heute nicht mehr vorhanden ist. Die feingliedrige linke Hand der Madonna ist inzwischen ebenfalls abgefallen. 
Maria trägt das Kind auf dem rechten Arm und schiebt ihre Hüfte nach vorne. Gleichzeitig beugt sie ihren Oberkörper unnatürlich weit zurück. So ist es möglich, dass Maria das Jesuskind ansehen kann. Eine Stoffbahn des Schleiers, das Maria trägt, bedeckt das eigentlich nackte Kind. Der Schleier umschließt auch die linke Schulter Mariens und fällt über den Unterarm. An der rechten Seite der Figur ist der Schleiersaum erkennbar. Er liegt in enger Bahn um den Oberkörper der Figur, Zugfalten im Stoff sind zu erkennen.
Maria ist wohl zusätzlich mit einem Mantel bekleidet, der bis zum Sockel der Skulptur herabreicht. Die Unterscheidung zwischen Mantel und Schleier ist heute schwer auszumachen, weil die Figur monochrom gefasst ist. Jesus ist als kleines Kind dargestellt, er berührt mit einem Finger seine Lippen und greift mit der anderen Hand an den Schleier Marias. Das Standbein der Marienfigur ist weit zurückversetzt, das Knie des Spielbeins drückt durch das Kleid.